# ポートレイト・イン・ジャズ (書籍)
『ポートレイト・イン・ジャズ』は、村上春樹文、和田誠画のエッセイ集および画集。

## 概要
1992年、和田が20人のジャズ・ミュージシャンの絵を描き、「JAZZ」という個展に出品したのがことの始まりである。そのときの絵が村上の目にとまり、それぞれの作品（人物）に合わせたエッセイを付けることになった。『芸術新潮』に2人のエッセイと絵が連載される（1996年6月号～1997年5月号）。1997年、和田は「SING」という展覧会で再度ジャズ・ミュージシャンたちの絵を描き、描き下ろしも加え、同年12月18日、本書が新潮社より刊行された。
2004年2月1日、本書と続編の『ポートレイト・イン・ジャズ2』を合わせて1冊にし、書き下ろし3編（アート・ペッパー、フランク・シナトラ、ギル・エヴァンズ）を加えたものが、同じタイトルで新潮文庫として刊行された。
1998年、『ポートレイト・イン・ジャズ 和田誠・村上春樹セレクション』と題したCDがポリドールとソニーの2社からそれぞれ発売される。村上はポリドールから発売されたCDにライナーノーツ「煙が目にしみたりして」を寄稿。「煙が目にしみたりして」はのちに『村上春樹 雑文集』（新潮社、2011年1月）に収録された。

## 収録アーティスト
チェット・ベイカー
『CHET BAKER QUARTET』
ベニー・グッドマン
『BENNY GOODMAN PRESENTS EDDIE SAUTER ARRANGEMENTS』
チャーリー・パーカー
『BIRD AND DIZ』
ファッツ・ウォーラー
『FIRE IN THE WEST』（Herb Geller）
アート・ブレイキー
『LES LIAISONS DANGEREUSES』
スタン・ゲッツ
『AT STORYVILLE VOL.1』
ビリー・ホリデイ
『THE GOLDEN YEARS』
キャブ・キャロウェイ
『CHU』（Chu Berry  and His Stompy Stevedores with the Cab Calloway Orchestra）
チャールズ・ミンガス
『PITHECANTHROPUS ERECTUS』
ジャック・ティーガーデン
『COAST CONCERT』（Bobby Hackett and His Jazz Band）
ビル・エヴァンズ
『WALTZ FOR DEBBY』
ビックス・バイダーベック
『BIX BEIDERBECKE 1927-1929』
ジュリアン・キャノンボール・アダレイ
『CANNONBALL ADDERLEY LIVE!』
デューク・エリントン
『IN A MELLOTONE』
エラ・フィッツジェラルド
『ELLA AND LOUIS AGAIN VOL.2』
マイルズ・デイヴィス
『'FOUR' & MORE』
チャーリー・クリスチャン
『CHARLIE CHRISTIAN MEMORIAL ALBUM』
エリック・ドルフィー
『OUT THERE』
カウント・ベイシー
『BASIE IN LONDON』
ジェリー・マリガン
『WHAT IS THERE TO SAY?』
ナット・キング・コール
『AFTER MIDNIGHT』
ディジー・ガレスピー
『AT NEWPORT』
デクスター・ゴードン
『HOMECOMING』
ルイ・アームストロング
『A PORTRAIT OF LOUIS ARMSTRONG 1928』
セロニアス・モンク
『5 BY MONK BY 5』
レスター・ヤング
『PRES AND TEDDY』